# Julien Patey
Pour les articles homonymes, voir Patey.
Pas d'image ? Cliquez ici

a Compétitions nationales et continentales officielles uniquement.

b Matchs officiels uniquement.
Julien Patey, né le 25 avril 1984 à Léhon (Côtes-du-Nord), est un joueur de rugby à XV et à sept français qui évolue au poste de 3/4 centre au sein de l'effectif du Football Club Villefranchois (1,81 m pour 92 kg).

## Carrière
- Blagnac SCR (Fédérale 1)
- Stade toulousain
- 2005-2006 : RC Narbonne
- 2006-2007 : UA Gaillac (Pro D2)
- Depuis 2007 : Blagnac SCR (Pro D2)
- Football Club Villefranchois Fédérale 2

## Palmarès
- Équipe de France de rugby à sept : participation aux tournois de Paris / Londres / Édimbourg / Hong-Kong / Singapour / Los Angeles / San Diego / Moscou / Adélaïde / Wellington / Dubaï /Georges et coupe du monde RWC 7's Dubaï 2009 entre 2005 et 2010 et Tournoi international de rugby à sept de Tanger
- Vainqueur du tournoi de Paris : 2005 (première victoire de l'équipe de France lors d'une étape du circuit mondial à sept)
- Vainqueur du tournoi de Tanger : 2007
- Champion de France 2010 fédérale 2 avec Blagnac
- Demi-finaliste H-Cup avec le Stade Toulousain en 2005